# Tour de France de 1905
O Tour de France 1905, foi a terceira edição da Volta da França realizada entre os dias 9 de julho e 30 de julho de 1905.
Participaram desta competição 60 ciclistas, chegaram em Paris 24 competidores. O vencedor Louis Trousselier, ciclista da França, alcançou uma velocidade média de 27,107 km/h.
Foram percorridos 2.994 km, sendo a prova dividida em 11 etapas.
A classificação pela primeira vez foi feita por pontos em vez de tempo.

## Resultados

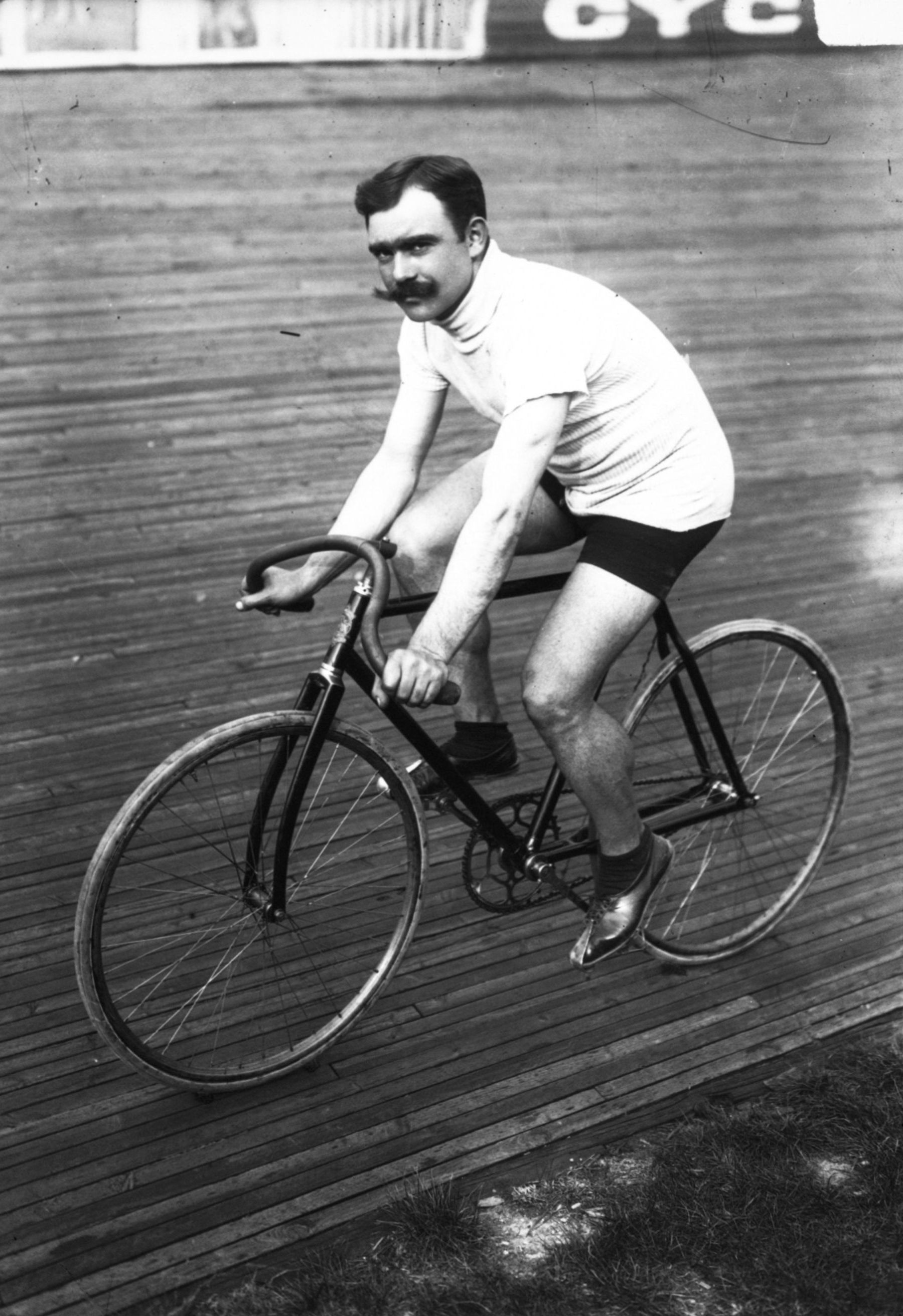
Louis Trousselier
1º colocado
ciclista francês (1881-1939)

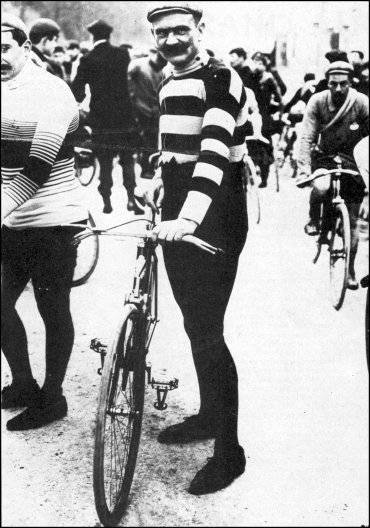
Hippolyte Aucouturier
ciclista francês (1876-1944)
2º colocado

### Classificação geral
| Posição | Nome                     | País   | Pontos |
| ------- | ------------------------ | ------ | ------ |
| 1       | Louis Trousselier        | França | 35     |
| 2       | Hippolyte Aucouturier    | França | 61     |
| 3       | Jean-Baptiste Dortignacq | França | 64     |
| 4       | Émile Georget            | França | 123    |
| 5       | Lucien Petit-Breton      | França | 155    |
| 6       | Augustin Ringeval        | França | 202    |
| 7       | Paul Chauvet             | França | 231    |
| 8       | Philippe Pautrat         | França | 248    |
| 9       | Julien Gabory            | França | 255    |
| 10      | Julien Maitron           | França | 304    |

### Etapas
| Etapa | Data        | Percurso               | km  | Vencedor da etapa        | Líder classificação geral |
| 1ª    | 9 de julho  | Paris - Nancy          | 340 | Louis Trousselier        | Louis Trousselier         |
| 2ª    | 11 de julho | Nancy - Besançon       | 299 | Hippolyte Aucouturier    | René Pottier              |
| 3ª    | 15 de julho | Besançon - Grenoble    | 327 | Louis Trousselier        | Louis Trousselier         |
| 4ª    | 16 de julho | Grenoble - Toulon      | 348 | Hippolyte Aucouturier    | Louis Trousselier         |
| 5ª    | 18 de julho | Toulon - Nîmes         | 192 | Louis Trousselier        | Louis Trousselier         |
| 6ª    | 20 de julho | Nîmes - Toulouse       | 307 | Jean-Baptiste Dortignacq | Louis Trousselier         |
| 7ª    | 23 de julho | Toulouse - Bordeaux    | 268 | Louis Trousselier        | Louis Trousselier         |
| 8ª    | 25 de julho | Bordeaux - La Rochelle | 257 | Hippolyte Aucouturier    | Louis Trousselier         |
| 9ª    | 27 de julho | La Rochelle - Rennes   | 263 | Louis Trousselier        | Louis Trousselier         |
| 10ª   | 29 de julho | Rennes - Caen          | 167 | Jean-Baptiste Dortignacq | Louis Trousselier         |
| 11ª   | 30 de julho | Caen - Paris           | 253 | Jean-Baptiste Dortignacq | Louis Trousselier         |

CR = Contra-relógio individual
CRE = Contra-relógio por equipes